# جاستین دومایس
جاستین دومایس (به انگلیسی: Justin Dumais) (زادهٔ ۱۳ اوت ۱۹۷۸) شناگر اهل ایالات متحده آمریکا است.